# ぞっこん!ファイターズ
ぞっこん！ファイターズは、札幌テレビ放送（STV）・STVラジオの北海道日本ハムファイターズ関連放送の2016年度までのキャッチフレーズ、ならびにSTVラジオで2012年から2015年まで放送されていた北海道日本ハムファイターズの応援番組の名称である。

## 概要
- 基本的には過去に放送されていた「熱血!ファイターズスタジアム」や「なまらん」と同形態の番組構成で、オープニングやエンディングのBGMもこれまでと同じものを使用している。
- STVラジオではナイターオフになると週末に30分間スポーツ情報の番組を放送しているが、番組名がナイタークッション番組と同じではなかった。だが2012年度は当番組名が引き継がれている。
- STVとファイターズがコラボしたTシャツが製作された時は、プレゼントとして贈られることがある。
- 2006年から放送されているHBCラジオのファイターズDEナイト!には聴取率で大きく離されている。
- アタックナイターでは2012年は経費削減のためファイターズ戦があっても主にビジターは中継されずに巨人・ヤクルトの試合が多く放送されていたが、ファイターズ戦中継の有無に関わりなく同番組は放送されている。
- 「ぞっこん!ファイターズ」というワードはSTVラジオ・テレビのファイターズ応援のキャッチフレーズでもあり、テレビで情報を放送するときのタイトルとしても使われている（後述）。
- 2013年度ナイターオフから平日夜のワイド番組に昇格。ファイターズの他にレバンガ北海道、コンサドーレ札幌、エスポラーダ北海道、北海道ハイテクAC、ソチオリンピックに向けたウィンタースポーツなどの北海道スポーツの他、スポーツ紙ランキング、スポーツ報知北海道版記者と電話をつなぐ、歌謡曲歌手のプレゼンコーナー、タヒチ紹介コーナーが併設された。
  - 同時に、この時間帯にニッポン放送「〜今日も一日〜 Good Job ニッポン」のネットスポンサーが放送される。
- 2015年ナイターイン放送をもって消滅。2015年オフのファイターズ情報は「マッスルナイト」内に引き継がれたが1シーズンで終了しファイターズ関連情報は朝～夕方までのワイド番組内のスポーツニュースだけとなった。

## 番組名の変遷
- 2012年度：ぞっこん！ファイターズ
- 2013年度ナイターイン：渋谷もなみのぞっこん!ファイターズ
- 2013年度ナイターオフ：ぞっこん！ファイターズ
- 2014年度ナイターイン：渋谷もなみのぞっこん!ファイターズ
- 2014年度ナイターオフ：ぞっこん!ファイターズ
- 2015年度ナイターイン：ぞっこん!ファイターズ The NEXT

## 基本放送時間
2015年度
- 【ナイターイン】火曜日～金曜日21:00（STVアタックナイター終了後）～21:50、土曜日21:00（STVアタックナイター終了後）～22:00

2014年度
- 【ナイターオフ】 火曜日～金曜日18：00～20：00
- 【ナイターイン】 月曜日18：00～18：30、火曜日～金曜日21:00（STVアタックナイター終了後）～21:50

※また、ナイター開催の予定がない日に18:00～21:50（土曜日は18:00～21:00）の枠で特番放送の場合もある（初回は4月12日に放送）。ただし、交流戦期間やシーズン終盤に設けられる予備日に試合が組まれなかったり、あるいはその予備日の試合が全部中止となった場合にはこの番組ではなく、NRNナイターの予備番組（月曜以外の平日：ナイタースペシャル、土曜：SET UP!!）を放送する場合もある。
2013年度
- 【ナイターオフ】 月曜日、火曜日18：00～19：30、水曜日～金曜日18：00～20：00
- 【ナイターイン】 月曜日18：00～18：30、火曜日～金曜日21:00（STVアタックナイター終了後）～21:50

2012年度
- 【ナイターイン】火曜日～金曜日　21:00（STVアタックナイター終了後）～21:50（2012年シーズン）
  - ナイター中継が21:50を超えた場合は放送休止となる。延長時の「サウンドトラベル」と「STVラジオ ミュージックコレクション」はナイター中継が終了してから放送される。これにより、オールナイトニッポンGOLDへの飛び降りが他局より10分遅れることになる。
  - 2012年の日本シリーズ中継では次の番組開始時間との時間の穴埋めのために同番組が放送された。（タイトルコールなし、土曜日・日曜日の放送のみ）
- 【ナイターオフ】土曜日　18:30～19:00

## 番組内容
【ナイターイン】
- ファイターズの情報
- ファイターズへの応援メッセージ

「ぞっこんファイターズメッセージ」と題して、特定の選手に向けてメッセージを募集することもある。2013年からはエンディングで上げる勝ち鬨メッセージを募集する。
- リクエスト
- 試合後の球場からのリポート（札幌ドーム限定）
- ファイターズ戦を始めとするプロ野球の結果
- スポーツニュース
- ニュース、天気予報、道路交通情報

【ナイターオフ】
- ファイターズの情報
- 選手インタビュー
- 栗山監督独占インタビュー（月1回）
- Go!LEVANGA（レバンガ北海道情報・2013年より毎週木曜）

## パーソナリティー
メインパーソナリティー
- 佐々木たくお（札幌スーパーギャグメッセンジャーズ 2015年度,火曜から土曜）
- 石川晴恵（2015年度 平日と日曜ナイター担当）

### 相手役
- 稲田直人（2013年月曜ナイターイン～2014年度、ナイターオフから月、火、金曜日）
- 大森健作 (2013年ナイターオフ～2014年度 水、木)

2012年度の放送はすべてSTVスポーツアナウンサーが担当する。またナイターオフの土曜日の放送は基本的に永井公彦アナが出演している。
- 永井公彦
- 宮永真幸（2012年10月～STVテレビ「どさんこワイド」ニュース担当）
- 萩原隆雄
- 藤井孝太郎
- 神谷誠
- 小出朗

※なお、岡崎和久はファイターズ戦の実況はするがどさんこワイドの中継・キャスター担当のため、本番組の出演はない。

### 過去のパーソナリティー
- 岡本博憲
- 渋谷もなみ（2012年～2014年度メインパーソナリティ）

## キャッチフレーズとして
道内テレビ局ではファイターズ戦中継や情報を放送するときにはキャッチフレーズが使用されている。STVでは2007年からテレビでのファイターズ情報・中継に関して「ぞっこん!ファイターズ」のフレーズを使用していたが、ラジオでも2009年頃から採用されており2011年にはファイターズ戦中継のサブタイトルを「ファイターズスタジアム」から「ぞっこん!ファイターズ中継」、2015年には「ぞっこん!ファイターズライブ」に改題している。2017年からは「GO!GO!ファイターズ」に改められ、ロゴの「O」にはSTVテレビのリモコンキーID番号である「5」が入れられている。

## 関連番組
野球中継番組
- STVアタックナイター ぞっこん！ファイターズライブ
- サンデーミュージックファイター

応援番組
- 熱血!ファイターズスタジアム（2007年～2008年）
- スーパーヒットチャートなまらん（2009～2010年）
- なまらん（2011年）
- マッスルナイト～スポーツ＆エンタ（2015年ナイターオフ）
- マッスルファイターズ（2016年）
- GO!GO!ファイターズ（2017年～2019年）
- 吉川のりお スーパーLIVE　(2019年～）

平日18時台帯番組
- 千ちゃんの幸せラジオドーム（2006～2010年）
- News&Sportsチャート なまらん（2010年ナイターオフ）
- 千ちゃん・もなみのぞっこん! SPORTS&MUSIC　(2011年ナイターオフ）
- 喜瀬ひろしのぞっこん!ど～んと歌謡曲(2012年ナイターオフ）
- マッスルナイト スポーツ&エンタ（2015年）